# March for Women's Lives
Cet article possède des paronymes, voir Marche des femmes et Marche pour la vie.
March for Women's Lives, la marche pour la vie des femmes est une manifestation pour les droits des femmes qui s'est tenue le 25 avril 2004 sur le National Mall à Washington. C'est la première manifestation pour le droit à l'avortement depuis 1992.
Il n'y a pas eu d'incidents violents. Les manifestants Pro-vie étaient présents à certains endroits du parcours emprunté par la marche.

## Thèmes de la manifestation
Initiée au départ comme une manifestation pour le droit à l'avortement, elle est élargie aux droits des femmes en général, y compris leur droit à disposer de leur corps, le droit à l'éducation sexuelle, à la contraception.

## Organisation
La manifestation est organisée par un ensemble d'associations des droits des femmes et des groupes de justice sociale. À l'initiative de ce mouvement se trouve sept associations : 
- Black Women's Health Imperative
- Feminist Majority Foundation
- NARAL Pro-Choice America
- National Latina Institute for Reproductive Health
- National Organization for Women
- Planned Parenthood
- Union américaine pour les libertés civiles

D'autres organisations, solidaires de cette manifestation, sont également présents, comme , Choice USA, Code Pink, National Association for the Advancement of Colored People et URGE: Unite for Reproductive & Gender Equity.

## Participation
L'United States Park Police ne fait plus d'estimations officielles de la fréquentation depuis la controverse de la Million Man March en 1994, tellement les estimations officielles sont souvent spéculatives. 
Les organisateurs de la marche estiment que 1,15 million de personnes y ont participé, d'autres estimations proposent plus de 800 000 manifestants. 
Quel que soit le nombre retenu, c'est la plus grande manifestation de protestation de l'histoire des États-Unis,. 
Plusieurs facteurs ont contribué à cette participation massive, en particulier ce que les organisateurs ont appelé « la colère contre la politique anti-femmes imposée par le président Bush », en particulier :
- l'adoption de la loi Partial-Birth Abortion Ban en 2003. Loi criminalisant une méthode d'avortement pratiquée après la 12e semaine de grossesse. La loi l'autorise pour préserver la vie de la mère mais pas son état de santé. Il s'agit de la première loi restreignant le droit à l'avortement depuis 1973[3];
- le rétablissement de la politique dite « Règle du Bâillon mondial » (ou « Politique de Mexico »). Cette loi supprime toute subvention publique aux ONG étrangères pratiquant des avortements légaux, faisant pression auprès de leur propre gouvernement pour réformer des lois sur l'avortement ou même offrant simplement des conseils ou recommandations sur l'avortement[5].
- l'imminence de la campagne présidentielle;
- l'invitation de groupes représentants un vaste éventail d'intérêts ;
- une campagne de publicité agressive et le recours à des services Internet tels que Meetup pour coordonner les participants de la marche.

## Événements et participants
Le rassemblement sur le Mall a commencé à 10 heures. La manifestation est officiellement ouverte par la soprano Margie Adam qui chante "We Shall Go Forth», le spiritual qu'elle a écrit lors de la marche pour les droits à l'avortement, 25 ans plus tôt.
Près de 120 personnalités politiques et artistes sont intervenues à la tribune pour des discours, entre autres : Eleanor Smeal présidente de Feminist Majority Foundation; Gloria Steinem fondatrice de Choice USA, Eleanor Holmes Norton représentante du district de Colombia au Congrès; toutes ont alerté sur la politique mise en œuvre par la Maison Blanche et le Congrès pour restreindre l'accès des femmes à l'avortement et aux soins gynécologiques. Le seul choix prôné étant l'abstinence.
La comédienne Whoopi Goldberg a fait le vœu de ne jamais revenir « à l'époque des avortements dans les ruelles ».
Hillary Clinton, sénateur de l'État de New York, est aussi intervenue pour rappeler qu'elle était présente lors de la manifestation de 1992 et a exhorté la foule « à soutenir la liberté individuelle et à s'opposer aux menaces qui pèsent sur les droits de la personne ».
Des écrans géants et des haut-parleurs relaient les diverses interventions sur l'ensemble du National Mall.
En début d'après-midi, une marche débute le long de Pennsylvania Avenue en direction du centre-ville de Washington. Elle progresse très lentement du fait de l'importance de la foule.
Parmi les célébrités qui participent à la marche se trouvent : Peter, Paul and Mary; Indigo Girls, Moby, Ani DiFranco, Susan Sarandon, Ashley Judd, Kathleen Turner, Ana Gasteyer, Janeane Garofalo et l'ancien Secrétaire d'État Madeleine Albright, 
Des dirigeants chevronnés des droits à l'avortement tels que Kate Michelman de NARAL Pro-Choice America et Gloria Steinem sont présents ainsi que de nombreux membres du Congrès. 
Des militants anti-mondialisation présents dans la ville pour protester contre les réunions de printemps du Fonds monétaire international et de la Banque mondiale ont également rejoint le marche.

## Les contre-manifestants
Les contre-manifestants Pro-vie, certains affiliés à Randall Terry de "Operation Witness", attentent la marche sur une partie du parcours le long de Pennsylvania Avenue. Randall Terry estime qu'il y a «plus d'un millier de» contre-manifestants ; l'écrivain pro-choix, Jo Freeman estime qu'ils sont « environ 300 »  et le Washington Post écrit qu'ils sont «des dizaines ».
Certains montrent des photos de fœtus avortés, d'autres prient ou crient des slogans.
Seize manifestants de la Christian Defense Coalition sont arrêtés pour « manifestation sans permis» car ils ont franchi les barrages de police dans la zone désignée pour la marche.